# Hedy Salquin
Hedy Salquin née le 13 octobre 1928 à Lucerne et morte le 7 janvier 2012 à Kriens est la première femme cheffe d'orchestre en Suisse, pianiste, compositrice, écrivaine et poétesse.

## Biographie
Elle commence l'apprentissage du piano à l'âge de 6 ans. Ses parents s'installent en 1939 à Genève pour que leur talentueuse fille puisse poursuivre ses études au Conservatoire de la ville. Son professeur de piano, Alexandre Mottu, décède, et en 1944 elle entre dans la classe de maître du pianiste légendaire Dinu Lipatti. Lorsqu'elle est chargée d'écrire des critiques de concerts pour un journal, elle entame un stage de formation aux techniques de direction d'orchestre au Conservatoire. En 1947, la famille Salquin quitte Genève et s'installe à Versoix,,.  
Elle participe en 1948 au Concours international d'exécution musicale de Genève. Le président du jury, Jenő Takács (en), compositeur et pianiste austro-hongrois, remarque la brillante prestation de Salquin. En 1949, elle participe avec grand succès au Festival et concours international chant et piano d'Ostende. Encouragée par Lipatti, elle s'inscrit à Paris au Conservatoire. Elle intègre la classe d'accompagnement en piano de Nadia Boulanger et la classe de direction d'orchestre de Louis Fourestier. Elle est la seule femme au milieu d'une quarantaine de candidats. Elle termine brillamment ses études et rafle le Premier prix avec distinction. Elle est la première femme cheffe d'orchestre suisse ; l'écho médiatique est retentissant, mais les engagements se font attendre,.
Elle débute à Genève avec l'Orchestre de la Suisse Romande, et entame en même temps une carrière de pianiste et accompagnatrice. À l’occasion de l'inauguration de l'exposition SAFFA en 1958 à Zurich, elle dirige à la Wasserkirche un orchestre entièrement composé de musiciennes, en la présence des membres du Conseil fédéral. En 1959 et 1961, elle dirige l'Orchestre de la Tonhalle de Zurich. En 1959, elle dirige au Danemark l'orchestre symphonique de Danmarks Radio,. Elle est directrice artistique du festival de musique de chambre au château de Schauensee (de).